# تویوو اوستالو
تویوو اوستالو (استونیایی: Toivo Uustalo؛ زادهٔ ۱ ژانویهٔ ۱۹۴۶) سیاستمدار و نماینده سابق مجلس اهل استونی است.